# Puls 5

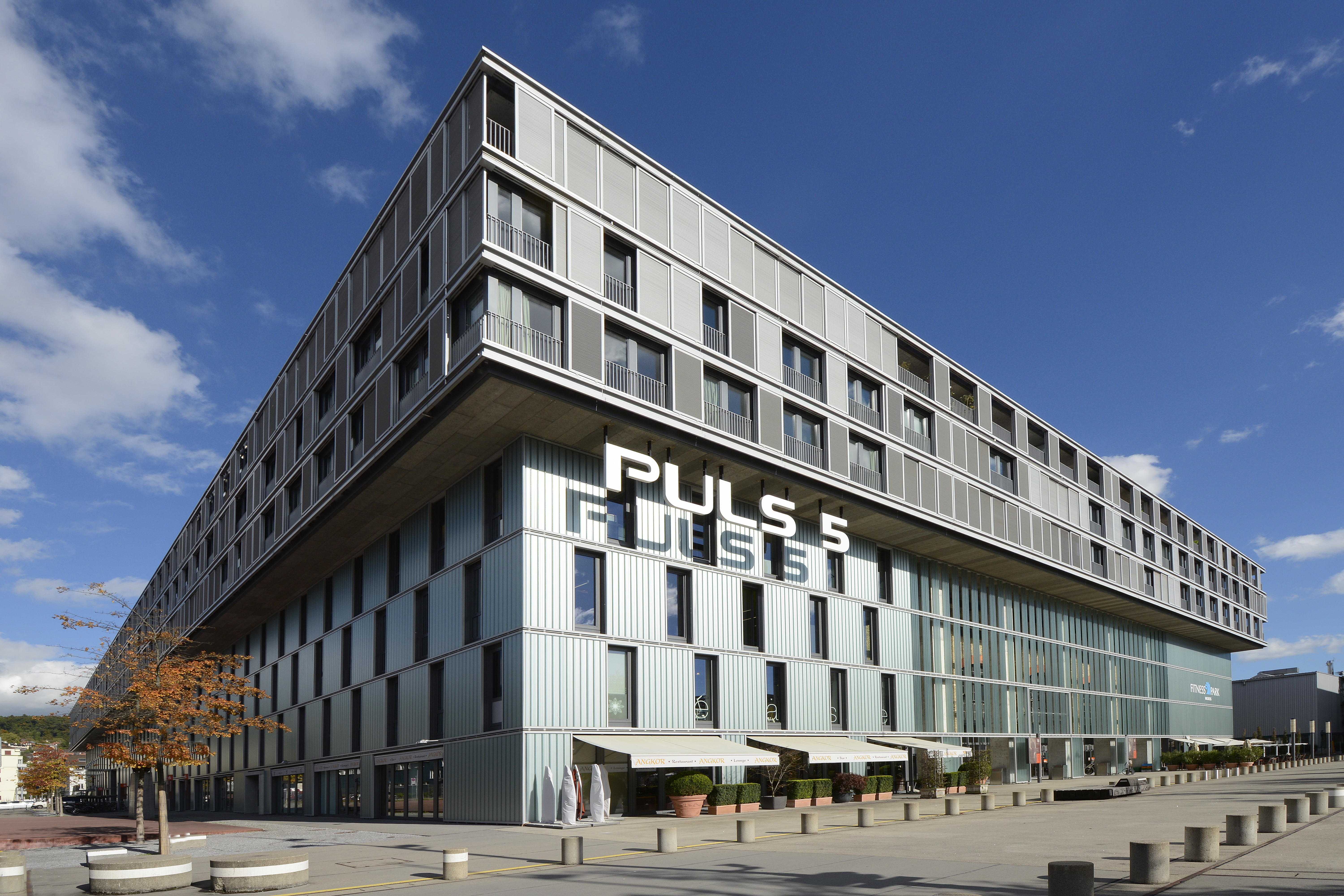
Puls 5, Zürich

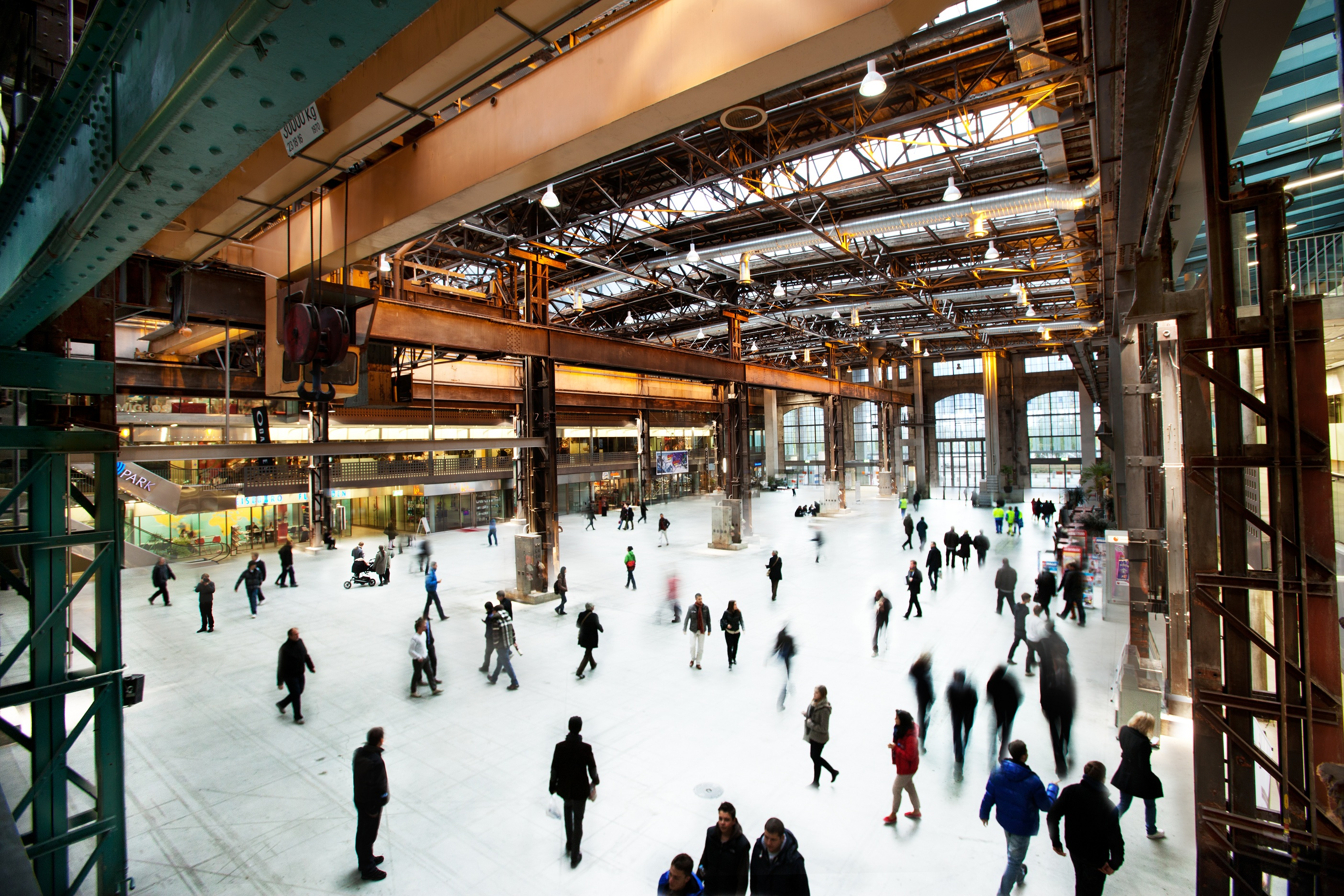
Giessereihalle, Puls 5, Zürich

Puls 5 ist ein 170 Meter langer und 60 Meter breiter Gebäudekomplex mit multipler Nutzung im Zürcher Kreis 5 (Industriequartier). Der im Mai 2004 eröffnete Bau befindet sich zwischen Turbinenplatz und Pfingstweidstrasse, mitten im urbanen Teil Zürichs.
Architektonisch galt es die alte, von Escher Wyss 1898 erbaute, Giessereihalle in ihrer Struktur zu erhalten und mit einer zeitgemässen und flexiblen Gebäudestruktur zu kombinieren. Die neu erstellten Gebäudeteile umschliessen die industriegeschichtlich bedeutende Halle mitsamt ihrer historischen Ausstattung als eine Art Herzstück, das nunmehr als gedeckter Dorfplatz und Eventhalle genutzt wird. 
Die flankierenden Neubauten sind direkt mit der Giessereihalle verbunden und beherbergen Ladengeschäfte, Restaurants und Bars mit diversen kulinarischen Angeboten sowie Dienstleistungsunternehmen und Verbände verschiedenster Art mit und ohne Publikumsverkehr.
Zur Hardturmstrasse wird der Gesamtkomplex von einem Büroneubau ergänzt, der mit der Giessereihalle über einen begrünten Innenhof verbunden ist und nicht nur im Sommer, als entspannende Oase im ehemaligen Industriequartier, die Besucher zum Verweilen einlädt. Während das Erdgeschoss dieses Gebäudeteils weitgehend durch eine Migros-Filiale genutzt wird, befinden sich in den oberen Geschossen Schulräume der KV Zürich Business School sowie Unternehmen und Kanzleien. Als Hauptbesucher der vorhandenen Etablissements gelten die Schüler der KV Zürich Wirtschaftsschule. Weitere Besucher sind die Anwohner sowie die Mitarbeiter und Lernenden des CYP, welches sich in der Giessereihalle befindet. 
Nach oben abgeschlossen wird der Gebäudekomplex von insgesamt 102 Eigentumswohnungen im modernen, von der industriellen Umgebung inspirierten Loftstil.
Nach anfänglich stockendem Vermietungsstand sind heute über 90 Prozent der Mietflächen vermietet, gleichzeitig wuchs auch die Besucherfrequenz.
Koordinaten: 47° 23′ 26″ N, 8° 31′ 4″ O; CH1903: 681477 / 249419